# Büchereiverband Österreichs
Der Büchereiverband Österreichs (BVÖ) ist eine österreichische bibliothekarische Vereinigung mit Sitz in Wien.

## Dachverband
Er vertritt als Dachverband die Interessen der öffentlichen Bibliotheken in Österreich und sieht Service, Beratung und Information für seine mehr als 2.100 Mitgliedsbibliotheken als seine Aufgaben. Er vertritt auch Schul-, Krankenhaus- sowie Gefängnisbibliotheken und kooperiert mit bibliothekarischen Vereinigungen des Auslands. Der BVÖ ist ein Träger- und kein Personenverband.

## Ausbildungsträger
Der Verband bietet gemeinsam mit dem Bundesinstitut für Erwachsenenbildung (BIfEB) St. Wolfgang, dem Österreichischen Bibliothekswerk, dem ÖGB-Büchereiservice und dem Bundesministerium für Wohnen, Kunst, Kultur, Medien und Sport für alle Bibliothekarinnen und Bibliothekare in öffentlichen Bibliotheken Ausbildungslehrgänge an.

## Zeitschrift
Außerdem gibt er die Zeitschrift Büchereiperspektiven heraus.

## Service
Der BVÖ veröffentlicht aus den eingereichten Statistikzahlen der öffentlichen Bibliotheken jedes Jahr die Österreichische Büchereistatistik.

Die redaktionelle Betreuung der Österreichischen Systematik für Öffentliche Bibliotheken obliegt dem Büchereiverband Österreichs.

## Vorstandsvorsitzende
- 2008–2010 Roswitha Schipfer
- 2010–2012 Helmut Windinger
- 2012–2016 Markus Feigl
- 2016–2022 Christian Jahl
- 2022–2024 Christina Krenmayr
- seit 2024 Marie Therese Stampfl